# A.D.A.M.
A.D.A.M. es un cortometraje de ciencia ficción chileno de 2020, dirigido y escrito por Pablo Roldán.

## Argumento
En un futuro no muy lejano, en la República de Chile, la joven detective Joyce Nova cumple con sus funciones en un delgado horizonte entre la ley, la moral y su particular visión de la justicia: luego de haber sufrido en carne propia un horrendo crimen y de que el criminal haya sido protegido por el poder político de turno, su idealización de un mundo justo se ha tornado oscura y puntual. Lo más parecido a la justicia y al castigo de los criminales, para Joyce, será la venganza. Acompañada en todo momento por su Autómata Dedicado de Asistencia Multifuncional, o A.D.A.M., el rutinario trabajo de impartir y hacer cumplir la ley se volverá una pesada carga. El autómata A.D.A.M., gracias a sus extraordinarios avances tecnológicos, descubrirá los identificadores de inestabilidad de su compañera, haciéndole ver que su juicio como agente de la ley está comprometido. Tendrá así A.D.A.M. ante su mirada analítica un cálculo de probabilidades que, al igual que a Joyce, lo conducirá a la frontera, al horizonte de la ley: aquél espacio grisáceo donde, al parecer, se pierde la automatización y se gana la autonomía, la sensación de “Ser”. ¿Atravesará A.D.A.M. el umbral de su programación por Joyce o, tal vez, porque la justicia así lo demanda?

## Elenco
- Alejandra Araya como Joyce Nova
- Giordano Rossi como A.D.A.M.